# Memoriał Wiktora Bannikowa
Turniej piłkarski im. Wiktora Bannikowa – międzynarodowy memoriał piłkarski rozgrywany na Ukrainie. Nosi imię ukraińskiego bramkarza oraz pierwszego prezydenta Ukraińskiego Związku Piłki Nożnej, Wiktora Bannikowa (zm. w 2001). Odbywa się on corocznie od 1998. Początkowo w turnieju brały udział juniorskie drużyny ukraińskich klubów. Pierwszy turniej otworzył Wiktor Bannikow. Uczestniczyło w nim 12 drużyn. Zwyciężył DFK "ATEK" pokonując w finale rówieśników z Dynama Kijów. W 1999 turniej otrzymał status międzynarodowy i uczestniczyło w nim 16 drużyn juniorskich.
W 2002 ukraińska federacja piłkarska postanowiła nadać zawodom większą rangę, zapraszając do udziału juniorskie reprezentacje narodowe.

## 2002
W dniach od 24 do 27 czerwca 2002 w I edycji memoriału uczestniczyły juniorskie reprezentacje: Ukrainy, Polski, Rosji oraz Białorusi.
- Finał: Ukraina U-17 – Polska U-17 0:1.[2]

## 2003
W dniach od 16 do 22 czerwca 2003 w II edycji memoriału uczestniczyły juniorskie reprezentacje:
- Grupa A: Ukraina, Turcja, Białoruś, Rumunia
- Grupa B: Słowacja, Rosja, Grecja, Bułgaria
- Finał: Ukraina U-17 – Słowacja U-17 1:0.[3]

## 2004
W dniach od 15 do 19 czerwca 2004 w III edycji memoriału uczestniczyły juniorskie reprezentacje:
- Grupa A: Ukraina, Czechy, Polska, Mołdawia
- Grupa B: Turcja, Słowacja, Rosja, Grecja
- Finał: Ukraina U-17 – Turcja U-17 1:1. po karnych 2:3.[4]

## 2005
W dniach od 6 do 11 maja 2005 w IV edycji memoriału uczestniczyły juniorskie reprezentacje:
- Grupa A: Ukraina, Słowacja, Belgia, Litwa
- Grupa B: Turcja, Rosja, Polska, Bułgaria
- Finał: Ukraina U-16 – Turcja U-16 1:0.[5]

## 2006
W dniach od 6 do 10 czerwca 2006 w V edycji memoriału uczestniczyły juniorskie reprezentacje:
- Grupa A: Ukraina, Włochy, Serbia i Czarnogóra, Bułgaria
- Grupa B: Polska, Turcja, Rosja, Słowacja
- Finał: Ukraina U-16 – Polska U-16 1:0.[6]

## 2007
W dniach od 8 do 12 czerwca 2007 w VI edycji memoriału uczestniczyły juniorskie reprezentacje:
- Grupa A: Ukraina, USA, Serbia, Japonia
- Grupa B: Turcja, Słowacja, Rosja, Polska
- Finał: Ukraina U-16 – Turcja U-16 0:2.[7]

## 2008
W 2008 zmieniony został również miejsce rozgrywek, gdyż dotychczasowe edycje rozgrywane były na stadionach w Kijowie, Boryspolu, Obuchowie oraz Borodziance, natomiast kolejna już na stadionach w Doniecku i Mariupolu.
W dniach od 6 do 10 czerwca 2008 w VII edycji memoriału uczestniczyły juniorskie reprezentacje:
- Grupa A: Włochy, Ukraina, Rosja, Finlandia
- Grupa B: Polska, Turcja, Słowacja, Japonia
- Finał: Włochy U-16 – Polska U-16 2:1.[8][9]

## 2009
W 2009 mecze rozgrywane były na stadionach w Kijowie, Boryspolu, Obuchowie oraz Makarowie.
W dniach od 22 do 26 maja 2009 w VIII edycji memoriału uczestniczyły juniorskie reprezentacje:
- Grupa A: Ukraina, Włochy, Serbia, Litwa
- Grupa B: Rosja, Polska, Turcja, Białoruś
- Mecz o 7 miejsce: Białoruś U-16 – Litwa U-16 2:0.
- Mecz o 5 miejsce: Rosja U-16 – Włochy U-16 2:1.
- Mecz o 3 miejsce: Ukraina U-16 – Polska U-16 1:1 (k.4:3).
- Finał: Serbia U-16 – Turcja U-16 2:0[10].

## 2010
W 2010 mecze rozgrywane były na stadionach w Kijowie, Boryspolu, Obuchowie oraz Makarowie.
W dniach od 16 do 20 czerwca 2010 w IX edycji memoriału uczestniczyły juniorskie reprezentacje:
- Grupa A: Serbia, Ukraina, Włochy, Białoruś
- Grupa B: Czechy, Turcja, Rosja, Polska
- Mecz o 7 miejsce: Białoruś U-16 – Polska U-16 3:0.
- Mecz o 5 miejsce: Włochy U-16 – Rosja U-16 2:1.
- Mecz o 3 miejsce: Ukraina U-16 – Turcja U-16 3:1 (k.4:3).
- Finał: Czechy U-16 – Serbia U-16 2:0[11].

## 2011
W 2011 mecze rozgrywane były na stadionach w Kijowie, Boryspolu, Obuchowie oraz Makarowie.
W dniach od 15 do 19 czerwca 2011 w X edycji memoriału uczestniczyły juniorskie reprezentacje:
- Grupa A: Ukraina, Serbia, Czechy, Białoruś
- Grupa B: Rosja, Turcja, Polska, Włochy
- Mecz o 7 miejsce: Włochy U-16 – Białoruś U-16 2:0.
- Mecz o 5 miejsce: Polska U-16 – Czechy U-16 2:1.
- Mecz o 3 miejsce: Serbia U-16 – Turcja U-16 1:0.
- Finał: Ukraina U-16 – Rosja U-16 3:0[12].

## 2012
W 2012 mecze rozgrywane były na stadionach w Kijowie, Boryspolu oraz Obuchowie.
W dniach od 2 do 6 maja 2012 w XI edycji memoriału uczestniczyły juniorskie reprezentacje:
- Grupa A: Ukraina, Turcja, Słowacja, Czechy
- Grupa B: Rosja, Serbia, Belgia, Polska
- Mecz o 7 miejsce: Czechy U-16 – Polska U-16 1:1 (k.4:3).
- Mecz o 5 miejsce: Belgia U-16 – Słowacja U-16 2:1.
- Mecz o 3 miejsce: Turcja U-16 – Serbia U-16 2:1.
- Finał: Ukraina U-16 – Rosja U-16 0:0 (k. 4:3)[13].

## 2013
W 2013 mecze rozgrywane były na stadionach w Kijowie, Boryspolu oraz Obuchowie.
W dniach od 15 do 19 maja 2013 w XII edycji memoriału uczestniczyły juniorskie reprezentacje:
- Grupa A: Turcja, Ukraina, Polska, Białoruś
- Grupa B: Rosja, Serbia, Czechy, Łotwa
- Mecz o 7 miejsce: Łotwa U-16 – Białoruś U-16 1:1 (k.6:5).
- Mecz o 5 miejsce: Czechy U-16 – Polska U-16 1:1 (k.5:4).
- Mecz o 3 miejsce: Ukraina U-16 – Serbia U-16 1:1 (k.6:5).
- Finał: Turcja U-16 – Rosja U-16 1:0[14][15].

## 2014
Turniej nie rozgrywano.

## 2015
Turniej nie rozgrywano.

## 2016
W 2016 mecze rozgrywane były na stadionach w Kijowie, Boryspolu oraz Obuchowie.
W dniach od 11 do 15 maja 2016 w XIII edycji memoriału uczestniczyły juniorskie reprezentacje:
- Grupa A: Izrael, Serbia, Ukraina, Bułgaria
- Grupa B: Gruzja, Łotwa, Czechy, Mołdawia
- Mecz o 7 miejsce: Bułgaria U-16 – Mołdawia U-16 2:0.
- Mecz o 5 miejsce: Ukraina U-16 – Czechy U-16 3:2.
- Mecz o 3 miejsce: Serbia U-16 – Łotwa U-16 4:2.
- Finał: Gruzja U-16 – Izrael U-16 2:2 (k.4:2)[16][17].

## Statystyki
| Lp.  | Reprezentacja | Zdobywca | Finalista | Lata triumfów                |
| ---- | ------------- | -------- | --------- | ---------------------------- |
| 1.   | Ukraina       | 5        | 3         | 2003, 2005, 2006, 2011, 2012 |
| 2.   | Turcja        | 3        | 2         | 2004, 2007, 2013             |
| 3.   | Polska        | 1        | 2         | 2002                         |
| 4.   | Serbia        | 1        | 1         | 2009                         |
| 5-7. | Włochy        | 1        | 0         | 2008                         |
| 5-7. | Czechy        | 1        | 0         | 2010                         |
| 5-7. | Gruzja        | 1        | 0         | 2016                         |
| 8.   | Rosja         | 0        | 3         |                              |
| 9.   | Słowacja      | 0        | 1         |                              |
| 10.  | Izrael        | 0        | 1         |                              |